# Méricourt (Paso de Calais)
 Méricourt  es una población y comuna francesa, situada en la región de Norte-Paso de Calais, departamento de Paso de Calais, en el distrito de Lens y cantón de Avion y cantón de Rouvroy.

## Demografía
| 535                       | 486 | 587 | 658 | 673 | 648 | 705 | 736 | 667 | 656 | 669 | 1 082 | 1 682 | 2 190 | 2 321 | 2 626 | 2 844 | 3 157 | 3 593 | 3 596 | 3 805 | 1 662 | 8 501 | 10 496 | 7 187 | 8 740 | 10 297 | 13 200 | 13 416 | 13 806 | 13 273 | 12 330 | 11 723 | 12 087 |
| (Fuente: INSEE y Cassini) |     |     |     |     |     |     |     |     |     |     |       |       |       |       |       |       |       |       |       |       |       |       |        |       |       |        |        |        |        |        |        |        |        |